# Carpio (Dakota del Nord)
Carpio è un centro abitato (city) degli Stati Uniti d'America, situato nella Contea di Ward, nello Stato del Dakota del Nord. Nel censimento del 2000 la popolazione era di 148 abitanti. La città è stata fondata nel 1898. Appartiene all'area micropolitana di Minot.

## Geografia fisica
Secondo i rilevamenti dell'United States Census Bureau, la località di Carpio si estende su una superficie di 1,50 km², tutti occupati da terre.

## Popolazione
Secondo il censimento del 2000, a Carpio vivevano 148 persone, ed erano presenti 39 gruppi familiari. La densità di popolazione era di 97 ab./km². Nel territorio comunale si trovavano 90 unità edificate. Per quanto riguarda la composizione etnica degli abitanti, il 100% era bianco.
Per quanto riguarda la suddivisione della popolazione in fasce d'età, il 24,3% era al di sotto dei 18, il 2,0% fra i 18 e i 24, il 26,4% fra i 25 e i 44, il 19,6% fra i 45 e i 64, mentre infine il 27,7% era al di sopra dei 65 anni di età. L'età media della popolazione era di 42 anni. Per ogni 100 donne residenti vivevano 120,9 maschi.